# گلندیل (ویسکانسین)
گلندیل، ویسکانسین  (به انگلیسی: Glendale) شهری در شهرستان میلواکی ایالت ویسکانسین است که در سال ۱۹۵۰ بنیان‌گذاری شده‌است. این شهر طبق سرشماری سال ۲۰۱۰ میلادی ۱۲٬۸۷۲ نفر جمعیت داشته‌است.